# Ercole Bernabei
Ercole Bernabei (ur. ok. 1622 w Capraroli, zm. 4 lub 5 grudnia 1687 w Monachium) – włoski kompozytor okresu baroku, organista.

## Życiorys
Uczeń Orazio Benevolego. Od 1653 do 1665 roku pełnił funkcję organisty w rzymskim kościele św. Ludwika Króla Francji. W latach 1665–1667 był kapelmistrzem w bazylice św. Jana na Lateranie, po czym do 1672 roku piastował to samo stanowisko w kościele św. Ludwika Króla Francji. Jednocześnie działał w kilku różnych kościołach na terenie Rzymu, m.in. od 1665 roku był organistą w kościele San Marcello al Corso. Po śmierci Benevoliego w 1672 roku objął posadę kapelmistrza w watykańskiej Cappella Giulia. W 1674 roku na zaproszenie elektora bawarskiego Ferdynanda Marii przeniósł się do Monachium, gdzie aż do śmierci pełnił funkcję kapelmistrza orkiestry dworskiej.
Spośród jego dzieł drukiem ogłoszono jedynie Concerto madrigalesco na trzy głosy i basso continuo oraz pośmiertnie Sacrae modulationes na pięć głosów, dwoje skrzypiec i basso continuo. W rękopisie pozostały natomiast kantaty i kilka utworów religijnych. Napisał ponadto pięć oper, z których zachowały się tylko libretta do dwóch ostatnich.
Jego synem był kompozytor Giuseppe Antonio Bernabei.